# Чипровско католическо училище
Чипровското католическо училище е първото католическо училище по българските земи. Основано е от Илия Маринов в Чипровци.

## История
В началото на XVII в. францискански мисионер и първи католически епископ на България – Петър Солинат основава в Чипровци манастир, в който започват да се подготвят местни момчета за свещеници. 
След ръкополаганeто на неговия помощник и наследник Илия Маринов за епископ през 1623 г. той изразява през Пропагандата на вярата в Рим намерението си да открие училище към манастира. Обучението започва през 1624 г. с 15-20 ученика и един учител. Пръв учител е Лука от Соли. Той обаче не успява да пристигне и са назначени двама "отлични хуманитаристи", възпитаници на Клементинския колеж, чиито имена не са известни. 
Целта на училището е да ограмотява младежите, да подготвя свещеници за католическите селища и да прави подбор на младежи за следване във висшите духовни училища в Западна Европа. Преподават се четене, писане, смятане, граматика, католическо вероучение. Преподава се на илирийски език, също така се използва и български. Изучава се и латински език. Учебниците и църковните книги, с които се преподава, са на латински, италиански и хърватски език. В него се обучават между 60 и 130 ученици годишно.
През 1625 г. с парична помощ от епископ Илия Маринов е построена училищна сграда. От 1635 г. училището се ръководи от Иван Лилов. През 1636 г. напуска училището, заради разногласия с учениците му, които искат да станат духовници, вместо свещеници и да продължат образованието си в колежа в Лорето. Заминава за Ново Бърдо и става свещеник. На негово място постъпва Иван Прин, който е съученик на Петър Парчевич от Лорето. През 1637 г. Иван Лилов се завръща в Чипровското училище и преподава в него, с малки прекъсвания, до края на живота си през 1667 г. През август 1640 г. Петър Богдан свиква синодален събор на българите католици. На него присъства и Филип Станиславов. Дава се разпореждане при заплаха енорийските свещеници да обучават лично или чрез други лица поверените им деца на четене и писане. Младежите, които са способни да учат, да заминат за Италия. През пролетта на 1643 г. е изпратена молба до секретаря на Конгрегацията, в която се иска да пристигнат в българските земи Яков Хомодей от Лорето и Петър Парчевич от Рим, който след четиригодишна подготовка защитава докторат по богословие. По примера на Чипровското училище се откриват безплатни училища в Копиловци, Железна и Клисура. В тях преподават монаси без възнаграждение.
Използват се учебници като в босненските францискански училища, отпечатани в Италия. Сред тях са „Азбуквидняк – словенски“ на хърватина Рафаел Левакович, „Граматика илирика“ на Емануел Алвари, „Християнска доктрина“, катехизис по учебника „Наук кристиянски критак" – издаден през 1628 г. в Рим, „Месал илирику“, „Вероучение за младежта“, „Ритуали на славянски“, латински, илирийски и турски речници.
След смъртта на Иван Лилов неговото място е заето от хърватина Иван Ивантич, който преди това в продължение на три години учителства в Копиловци. След напускането му, училището една година остава без учител. През януари 1679 г. учител става Винченцо Матевич. Получил е образованието си в Илирийския колеж в Лорето и е учител и мисионер в Янево. Учителства в Чипровец до 1686 г. След Чипровското въстание се установява във Венеция. Последният учител е Иван Радоич от Чипровци, който е бил мисионер в Клисура. Убит е при бягство след Чипровското въстание.

## Учители
- Лука от Соли
- Иван Лалов
- Иван Прин
- Иван Ивантич
- Винченцо Матевич
- Иван Радоич

## Семинариум
През 1635 г. Петър Богдан отправя молба до Рим за изпращане на подготвен преподавател по логика, философия и теология и да преподава на монасите в семинариум, където да повишат образованието си. Най-даровитите ученици се изпращат да продължат обучението си в Илирийската колегия в Лорето или теология, история и др. в западните университети.